# Mark Dalton
Pour les articles homonymes, voir Dalton.
Marcus « Mark » Dalton, né le 9 novembre 1964, à Sydney, en Australie, est un ancien joueur et entraîneur australien de basket-ball. Il est le frère de Brad Dalton et de Karen Dalton.